# ناثان تي. كار
ناثان تي. كار هو محامي وقاضي وسياسي أمريكي، ولد في 25 ديسمبر 1833 في كورنينغ في الولايات المتحدة، وتوفي في 28 مايو 1885 في كولومبوس في الولايات المتحدة. نشط حزبياً في الحزب الديمقراطي. وقد انتخب عضو مجلس النواب الأمريكي ‏.